# Всё золото мира (фильм, 1961)
«Всё золото мира» (фр. Tout l’or du monde) — франко-итальянский комедийный фильм 1961 года, снятый режиссёром Рене Клером.
Премьера фильма состоялась 1 ноября 1961 года.

## Сюжет
По данным статистики село Кабос, находящееся в одном из округов Южной Франции, славилось долголетием его жителей, которые многие годы жили спокойно и счастливо пока группа крупных парижских дельцов во главе которых бизнесмен Виктор Арди (Филипп Нуаре) решили построить здесь крупный международный курорт для богачей. Соблазненные высокими ценами на землю, крестьяне продали почти все свои земельные участки, только старый Матье Дюмон (Бурвиль) и его сын, которые за «всё золото мира» отказались продать свой клочок земли, вблизи которого как раз и вытекает «Источник молодости».

## В ролях
- Бурвиль — Матье Дюмон, отец и двое сыновей Туан и Марсьяль (озвучание — Андрей Тарасов и Константин Тыртов)
- Филипп Нуаре — Виктор Арди, бизнесмен (озвучание — Константин Михайлов)
- Альфред Адам — Жюль, водитель Виктора Арди (озвучание — Юрий Саранцев)
- Клод Риш — Фред, секретарь Виктора Арди (озвучание — Николай Александрович)
- Колетт Кастель — Стелла (озвучание — Евгения Тэн)
- Анни Фрателлини — Роза, горничная (озвучание — Муза Крепкогорская)
- Николь Шолле — хозяйка кафе
- Макс Эллуа — охранник
- Жан Марсан — Джек, спикер ООН
- Паскаль Мадзотти — Леон Трук (озвучание — Геннадий Юдин)
- Альбер Мишель — Ле Маре де Кабос
- Мишель Модо — Тони, жених Стеллы
- Франсуаза Дорлеак — журналистка
- Ив Барсак — фотограф в очках
- Робер Бурнье — директор журнала
- Поль Бисцилья — фотограф
- Софи Гримальди — актриса
- Катрин Ланже — спикер
- Эдуар Франкомм — муниципальный советник
- Рене Элль — нотариус
- Клод Вега
- Кристиан Марен — телевизионный техник (в титрах не указан)
- Бернар Мюссон — крестьянин